# Фу Юйбинь
Фу Юйбинь (кит. упр. 傅玉斌; род. 9 августа 1963, Далянь, провинция Ляонин, КНР) — китайский футболист, вратарь. Выступал за национальную команду Китая на Кубке Азии по футболу 1992 года.

## Карьера
Фу Бинь начал выступать в чемпионатах Китая в 1983 году за футбольный клуб «Ляонин», в котором в итоге провёл всю карьеру. Несмотря на то, что он был невысокого роста для голкипера (178 см), помог команде выиграть в сезоне 1985 года. Выступления за клуб привлекли внимание тренера национальной сборной, в которую Фу Бинь получил вызов. Был в составе клуба во время так называемого «инцидента 19 мая», когда сборная Китая в матче квалификационного раунда к мировому первенству 1986 года неожиданно проиграла сборной Гонконга, а фанаты устроили массовые беспорядки. Хотя он не принимал участия в игре, но негативный опыт остался, а игрок попытался помочь клубу во внутреннем первенстве, в итоге «Ляонин» в розыгрыше 1989/90 лиги чемпионов Азии в первый в раз в истории клуба выиграл титул. Затем Фу стал первым номером сборной и помог занять команде треть место после драматичного матча со сборной ОАЭ, который его команда выиграла в серии пенальти со счётом 4—3. К концу сезона 1994 года Фу завершил карьеру футболиста и стал заниматься бизнесом, не связанным со спортом.

## Достижения
«Ляонин»
- Чемпион Азии: 1990
- Победитель Лиги Цзя-А (7): 1985, 1987, 1988, 1990, 1991, 1992, 1993
- Обладатель Кубка КФА (2): 1984, 1986

- Входит в Список лучших футболистов XX века по версии МФФИИС, занимая в Азии на позиции «голкипер» пятое место.